# 황제원무곡
황제원무곡(The Emperor Waltz)은 미국에서 제작된 빌리 와일더 감독의 1948년 영화이다. 빙 크로스비 등이 주연으로 출연하였고 찰스 브래킷 등이 제작에 참여하였다.

## 출연

### 주연
- 빙 크로스비
- 조안 폰테인

### 조연
- 롤랜드 커버
- 루실 왓슨
- 리처드 헤이든
- 해롤드 베르밀예아
- 시그 루먼
- 줄리아 딘
- 엘머 매크로리
- 존 골드스워시

## 제작진
- 미술: 한스 드레이어
- 의상: 에디스 헤드
- 의상: 길 스틸